# Basilique Notre-Dame d'Avioth
Pour les articles homonymes, voir Basilique Notre-Dame et Notre-Dame.
La basilique Notre-Dame d'Avioth est une basilique mineure catholique de style gothique édifiée au XIVe siècle et située dans l'ancien comté de Chiny (aujourd'hui dans le nord du département français de la Meuse), dans la commune française d'Avioth. 
Elle est classée monument historique depuis la première liste de 1840. Vu sa grandeur, l'église est également nommée « La Cathédrale des champs ». La basilique d'Avioth abrite le gisant de la comtesse de Breux.

## Histoire
Initialement simple hameau, le village d'Avioth doit son développement à la découverte miraculeuse d'une statue de la Vierge à l'Enfant en bois dans le courant du XIIe siècle. Rapidement un pèlerinage s'y développe, et les autorités ecclésiastiques et féodales soutiennent rapidement l'édification d'une église digne de ce pèlerinage : la grande église d'Avioth est née !
L'église Notre-Dame d'Avioth jouissait du privilège d'être un « sanctuaire à répit » très fréquenté. Le pèlerinage de Notre-Dame d'Avioth a lieu depuis le XIIe siècle et réunit encore aujourd’hui, le 16 juillet, de nombreux fidèles. Bernard de Clairvaux y aurait chanté pour la première fois le Salve Regina. Le pape Jean-Paul II élève l'édifice au rang de basilique mineure en 1993.
Notre-Dame d'Avioth est une des rares vierges noires du Nord-Est de la France. La datation au carbone 14 de la statue en tilleul de Notre-Dame d'Avioth montre que le bois a été coupé vers l'an 1095 et confirme la tradition selon laquelle la statue a été découverte au XIIe siècle.

## Architecture

### La grande église d'Avioth

#### Fondation
Au XIIe siècle, la découverte fortuite d'une statue de la Vierge à l'Enfant et le retour miraculeux à son emplacement sont à l'origine d'une premier oratoire. Une petite chapelle de bois est probablement édifiée peu de temps après pour abriter la statue, mais devint rapidement insuffisante face à la ferveur populaire. Une première église romane est probablement édifiée en pierre, du moins certains piliers du chœur semblent dater de cette époque. Le village est affranchi en 1223 et amène rapidement un essor économique parallèlement au pèlerinage. Il semble ainsi que la construction d'un vaste vaisseau gothique lui succède de peu, probablement dans la fin du XIIIe siècle.

#### Édification

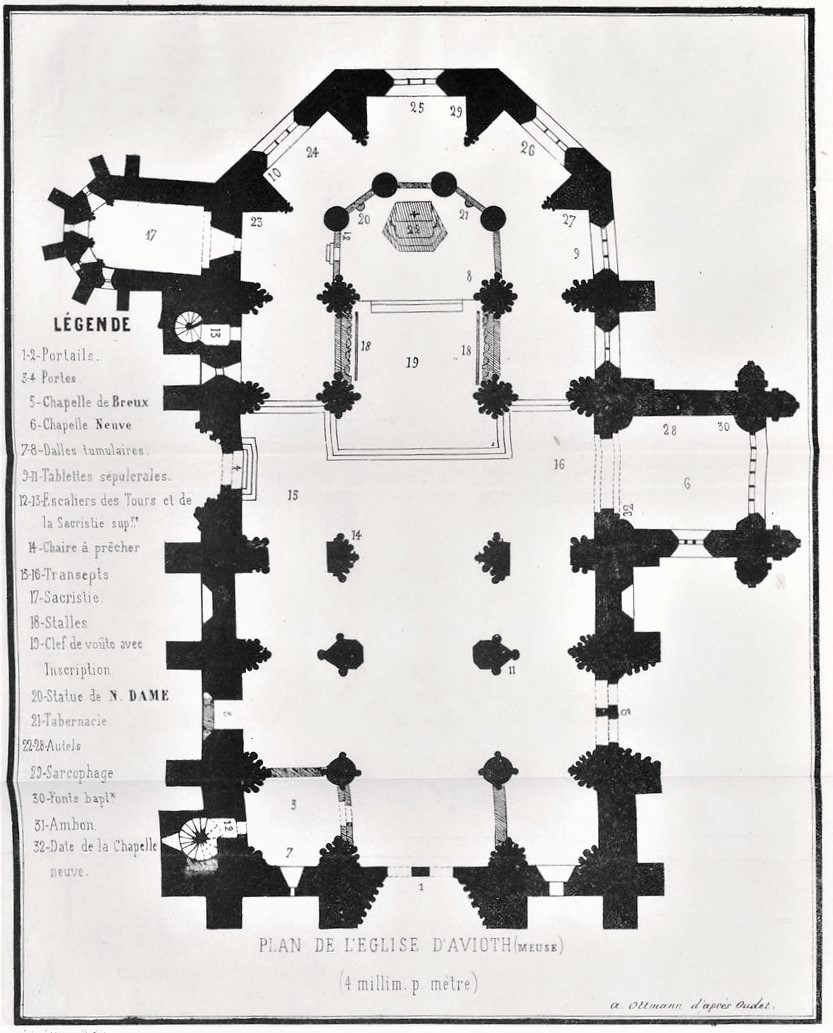
Plan de la basilique (A. Ottamann, 1859).

Peu de documents permettent de dater l'église actuelle dont l'édification semble avoir commencé par le chœur dans un style rayonnant typique de la fin du XIIIe siècle. L'église se présente sur une vaste terrasse entourée d'un enclos encore bien visible et dominé par la recevresse.
Le plan est de type basilical à deux niveaux et déambulatoire. Le style général semble emprunter à de nombreuses écoles, Lorraine pour les élévations (double élévation - transepts non-saillants), Champenoise pour le déambulatoire et le portail vitré de la façade occidentale, à la rémoise. La façade occidentale, qui date du XIVe siècle, présente une impressionnante profusion de sculptures (épargnées après la Révolution française) et reprend nettement l'élévation de la proche abbatiale de Mouzon.
Le côté Nord a été le moins modifié, petit portail ouvrant sur le transept et surmonté d'une vaste baie à la mode touloise. Dans la première travée du chœur fut ajouté au XVe siècle un élégant petit édifice à deux étages dont la fonction est inconnue et qui reste totalement invisible de l'intérieur. Le portail latéral, datant du XVe siècle est devenu le portail principal, une profusion de sculptures présente en son centre un tympan sculpté évoquant la vie de la Vierge Marie. À la fin du XVe siècle, une vaste chapelle flamboyante est adjointe dans le prolongement du transept Sud, elle fut nettement modifiée et décorée à nouveau à la Renaissance, notamment dans sa décoration.
Le XVIIIe siècle a établi un vaste escalier permettant d'accéder directement à la terrasse devant le portail occidental. Peu de statues furent arrachées à la Révolution française et quelques restaurations peu visibles furent établies au XIXe siècle par Émile Boeswillwald.

#### Intérieur
Bien que l'entrée soit latérale, l'élévation à deux niveaux donne une belle impression de hauteur sous voûte, les bas-côtés sont peu élevés. Les deux premières travées de la nef sont séparées de la troisième par deux marches du fait de la différence de niveau. La vaste travée du transept, non saillant apporte une belle lumière, ainsi que la chapelle neuve située dans le prolongement du transept sud. Le chœur, profond de deux travées, est ceint d'une belle clôture de pierre, ajourée et surmontée d'une impressionnante armoire eucharistique dont la forme semble avoir inspiré celle de la Recevresse extérieure. Un déambulatoire ouvrant sur des chapelles achève de donner son volume à la basilique.
L'orgue de tribune est de Boizard Nicolas (facteur d'orgues), 1715,,.

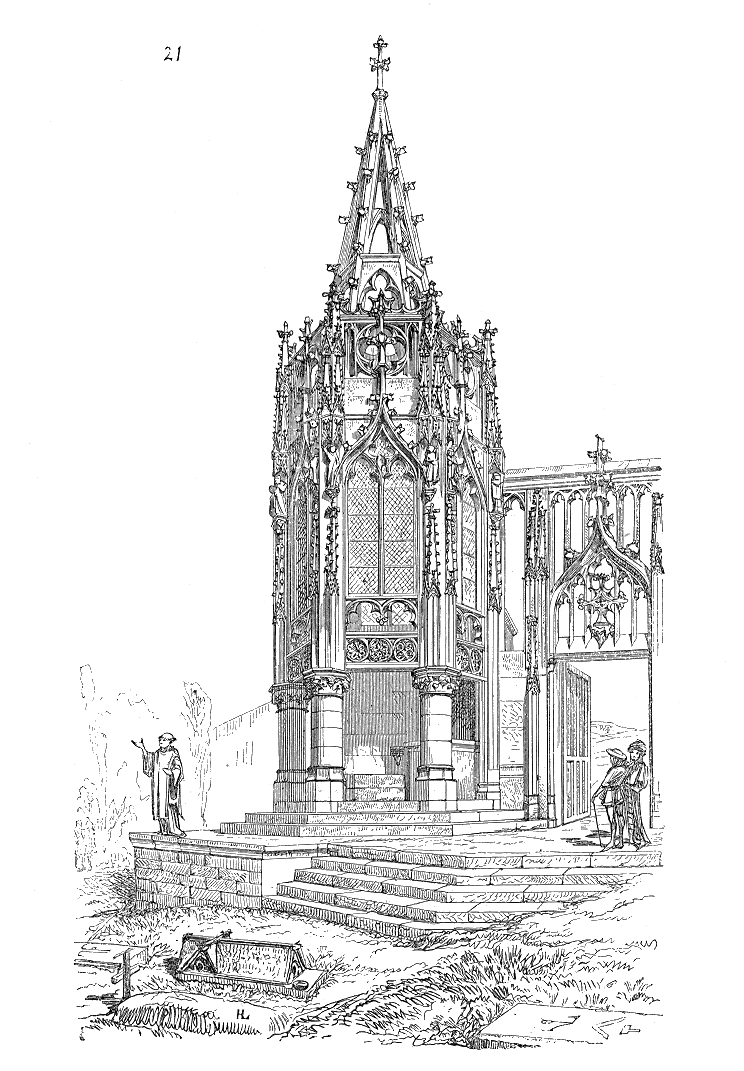
Reproduction du ciborium.
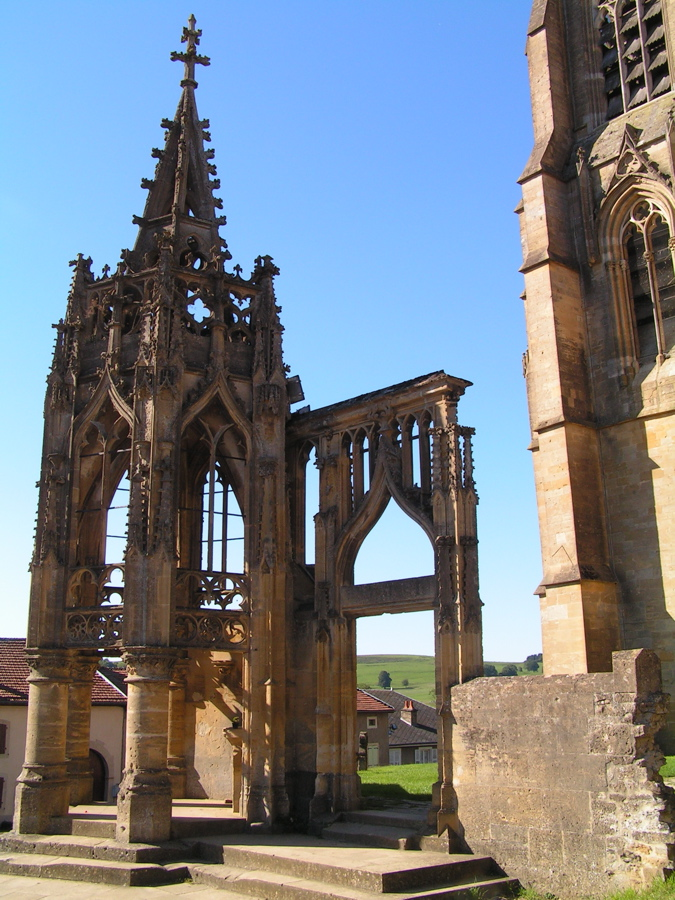
La Recevresse.
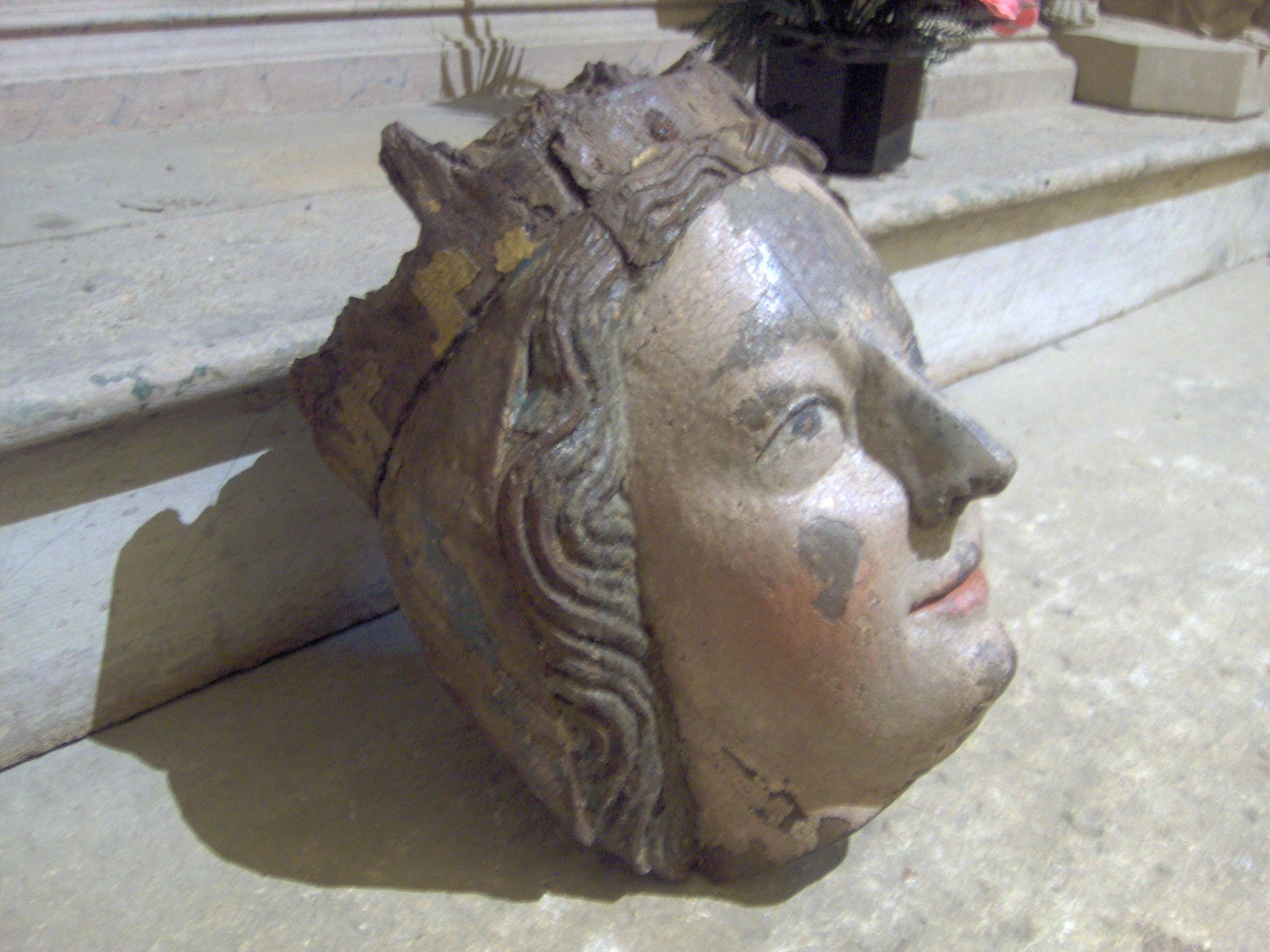
Tête de la Vierge recevresse, statue du XIVe siècle mutilée lors de la révolution française et remplacée en 1802 par la statue visible actuellement dans la Recevresse.
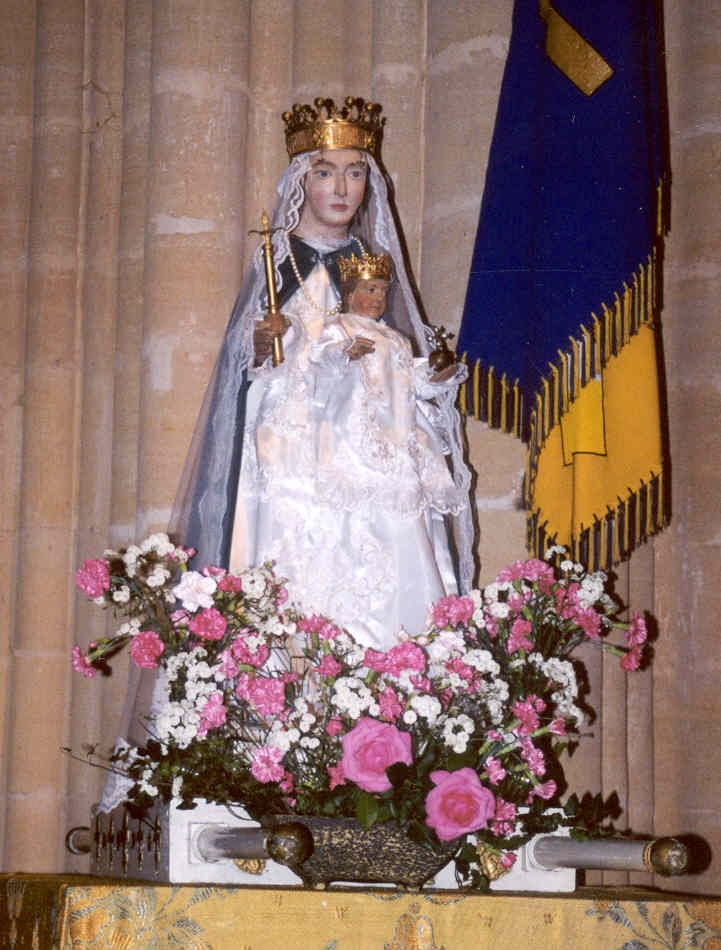
Notre-Dame d'Avioth - XIIe siècle - La couleur du visage et des mains de la statue a été modifiée à la fin du XIXe siècle. Le Christ date du XIXe siècle.

### La «Recevresse»
« La Recevresse » est un monument unique au monde et sa reproduction, grandeur nature, se trouve au musée des monuments français à la Cité de l'architecture et du patrimoine à Paris.
Ce chef-d'œuvre du gothique flamboyant a vraisemblablement été construit à l'endroit de la découverte de la statue miraculeuse « sur son buisson d'épines ». Il remplace un premier oratoire plus modeste. Au début du XIVe siècle, lorsque la statue de Notre-Dame d'Avioth put entrer dans son église, une autre statue de la Vierge prit sa place pour recevoir, en son nom, les offrandes des pèlerins. On appela cette statue : la Vierge Recevresse. Avec le temps, le nom de Recevresse fut donné au monument. Ainsi, depuis huit siècles, la basilique d'Avioth a été construite et entretenue grâce à des dons et à des offrandes. C'est encore le cas aujourd'hui. Grâce à la générosité des adhérents de l'association des amis de la Basilique d'Avioth et des nombreux pèlerins qui viennent prier Notre-Dame d'Avioth, la commune peut engager régulièrement des travaux et obtenir l'aide du conseil général de la Meuse et la direction régionale des affaires culturelles de Lorraine. Les menottes au-dessus de la statue ont été placées là par des prisonniers en signe de reconnaissance à Notre-Dame d'Avioth pour leur délivrance. Les armoiries sur le mur sont celles de Gilles de Rodemack, prévôt de Montmédy et gouverneur du Luxembourg au début du XVe siècle.
La Recevresse a été restaurée par Émile Boeswillwald de 1844 à 1846. Les vitraux de la chapelle Saint-Jean sont dus au maître verrier Jean-Jacques Grüber (1930).